# Anthriscus sylvestris
L'anterisco o cerfoglio dei prati (Anthriscus sylvestris (L.) Hoffm., 1814), noto anche come  cerfoglio selvatico o mirride salvatica, è una pianta biennale o perenne appartenente alla famiglia delle Apiaceae. Può essere confusa con altri vegetali simili, come la cicuta.

## Tassonomia

### Sinonimi
Sono stati riportati i seguenti sinonimi:
- Anthriscus alpina (Vill.) Jord.
- Anthriscus candollei Rouy & E.G.Camus
- Anthriscus chaerophyllea (Lam.) Druce
- Anthriscus dissectus C.H.Wright
- Anthriscus elatior Besser
- Anthriscus intermedia Schur
- Anthriscus keniensis H.Wolff
- Anthriscus keniensis f. gracilis H.Wolff
- Anthriscus laevigata Griseb.
- Anthriscus nemorosa Baker & S.Moore
- Anthriscus pilosa Schur
- Anthriscus procera Besser
- Anthriscus sylvestris var. abyssinica A.Rich.
- Anthriscus sylvestris subsp. aemula Kitag.

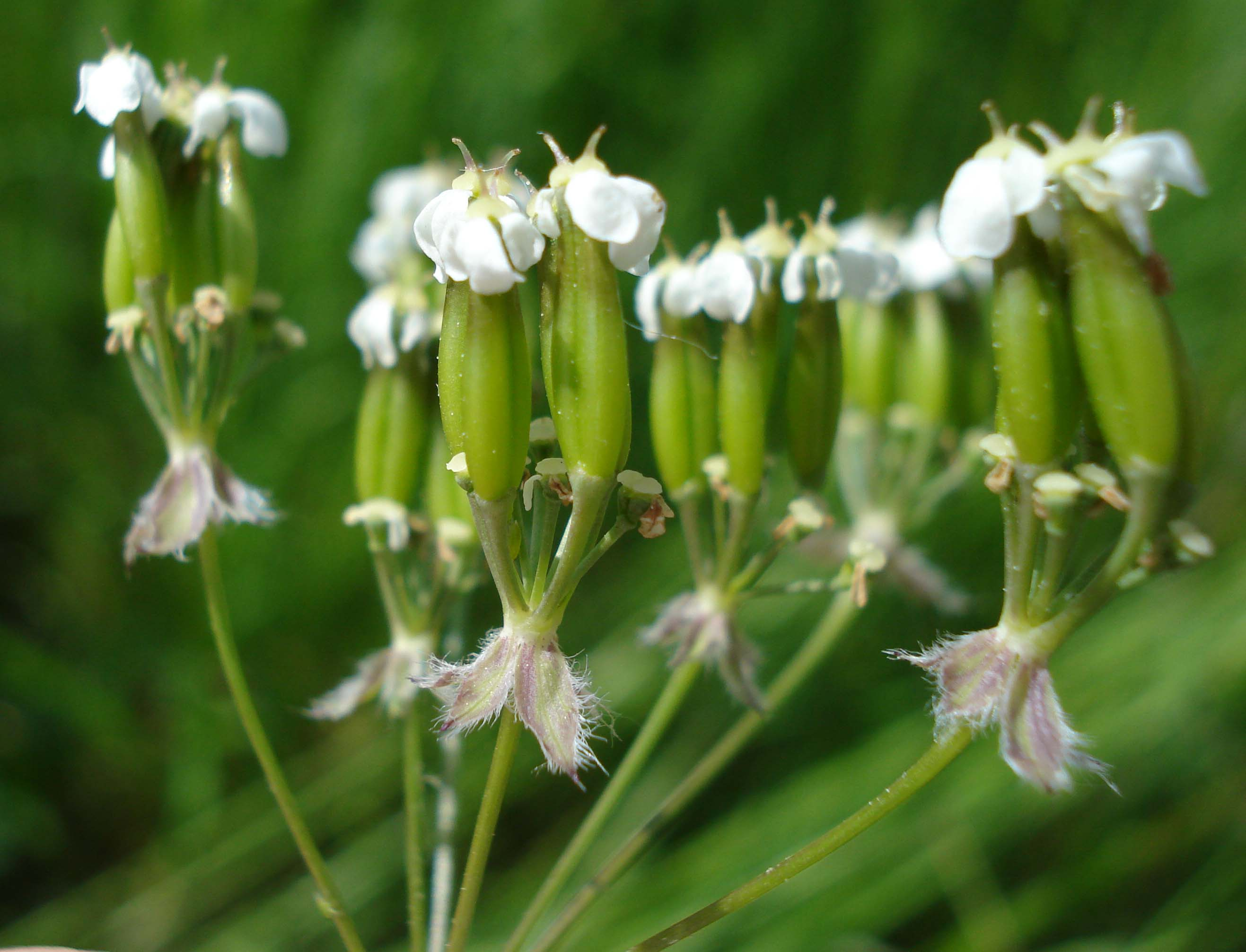
Frutti in maturazione

- Anthriscus sylvestris subsp. alpina (Vill.) Nyman
- Anthriscus sylvestris var. sylvestris
- Anthriscus sylvestris subsp. sylvestris
- Anthriscus torquata Duby
- Anthriscus yunnanensis W.W.Sm.
- Carum sylvestre (L.) Baill.
- Caucalis aequicolorum All.
- Cerefolium sylvestre (L.) Bubani
- Cerefolium tenuifolium Beck
- Chaerefolium sylvestre (L.) Schinz
- Chaerophyllum affine Steud. ex A.Rich.
- Chaerophyllum alpinum Vill.
- Chaerophyllum angulatum Kit. ex Spreng.
- Chaerophyllum ateanum (Pau) Pau
- Chaerophyllum cadonense Schult. ex Steud.
- Chaerophyllum ghilanicum Stapf & Wettst.
- Chaerophyllum infestum Salisb.
- Chaerophyllum lactescens Rochel ex Steud.
- Chaerophyllum sylvestre L.
- Chaerophyllum sylvestre var. ateanum Pau
- Chaerophyllum tumidum Gilib.
- Myrrhis chaerophylloides Hance
- Myrrhis sylvestris (L.) Spreng.
- Oreochorte yunnanensis (W.W. Sm.) Koso-Pol.
- Peucedanum dissectum (C.H. Wright) Dawe

### Sottospecie
Sono riconosciute le seguenti sottospecie:
- Anthriscus sylvestris subsp. sylvestris (L.) Hoffm., 1814
- Anthriscus sylvestris subsp. mollis (Boiss. & Reut.) Maire, 1940